# Tondo Doni
La Sagrada Familia, conocida como Tondo Doni, o Madonna Doni , es un cuadro del pintor renacentista italiano Miguel Ángel. Su diámetro es de 120 centímetros. Se considera que se ejecutó entre 1503 y 1504 o, con mayor probabilidad, en 1506. Se conserva en la Galería de los Uffizi de Florencia (Italia), con su marco original, diseñado por el propio Miguel Ángel. 
Miguel Ángel empleó dos técnicas para esta obra, temple y óleo. Al aplicar el óleo en capas sucesivas desde el color más intenso hasta el más ligero, de la manera que le fue enseñada cuando era un aprendiz, Miguel Ángel creó un efecto colorista bastante distinto del de los pintores flamencos de la época. La escuela flamenca usaba la técnica al óleo opuesta, modelando desde los tonos claros hasta los tonos más oscuros del pigmento. El efecto colorista de Miguel Ángel se llama cangianti y es típico de su estilo pictórico.
Es el único panel de madera pintado por Miguel Ángel. Fue un encargo de Agnolo Doni, un rico tejedor, para conmemorar su matrimonio con Maddalena Strozzi, la hija de una poderosa familia de banqueros. Tiene forma de tondo, esto es, redonda, lo que se asociaba en el Renacimiento con el matrimonio.

En primer plano está la Virgen con el Niño y detrás, san José, de grandiosas proporciones y dinámicamente articulado. María y José presentan al Niño al espectador. Esta composición podría estar aludiendo al nombre del comitente de la pieza Doni, en italiano "regalos", y ayuda a fundamentar la tesis de que fuera él quien lo encargó. 
Detrás de estas figuras principales, separados por una balaustrada, se distingue a san Juan y un grupo de ignudi. El significado de este añadido de figuras desnudas masculinas es objeto de debate, pues no hay ninguna relación obvia ni precedentes bíblicos que la relacionen con la escena que transcurre en el primer plano. No obstante, la inclusión de estas figuras desnudas no es de modo alguno inusual en la obra de Miguel Ángel, como puede verse en otras obras suyas, incluyendo el famoso techo de la Capilla Sixtina. Se cree que pueden ser ángeles ápteros, esto es, sin alas. Actualmente, también se plantea que estas figuras masculinas podrían representar a la cultura clásica, algunas de ellas recuerdan en su postura las esculturas romanas y griegas tan importantes en el Renacimiento florentino y romano.

## Interpretación simbólica

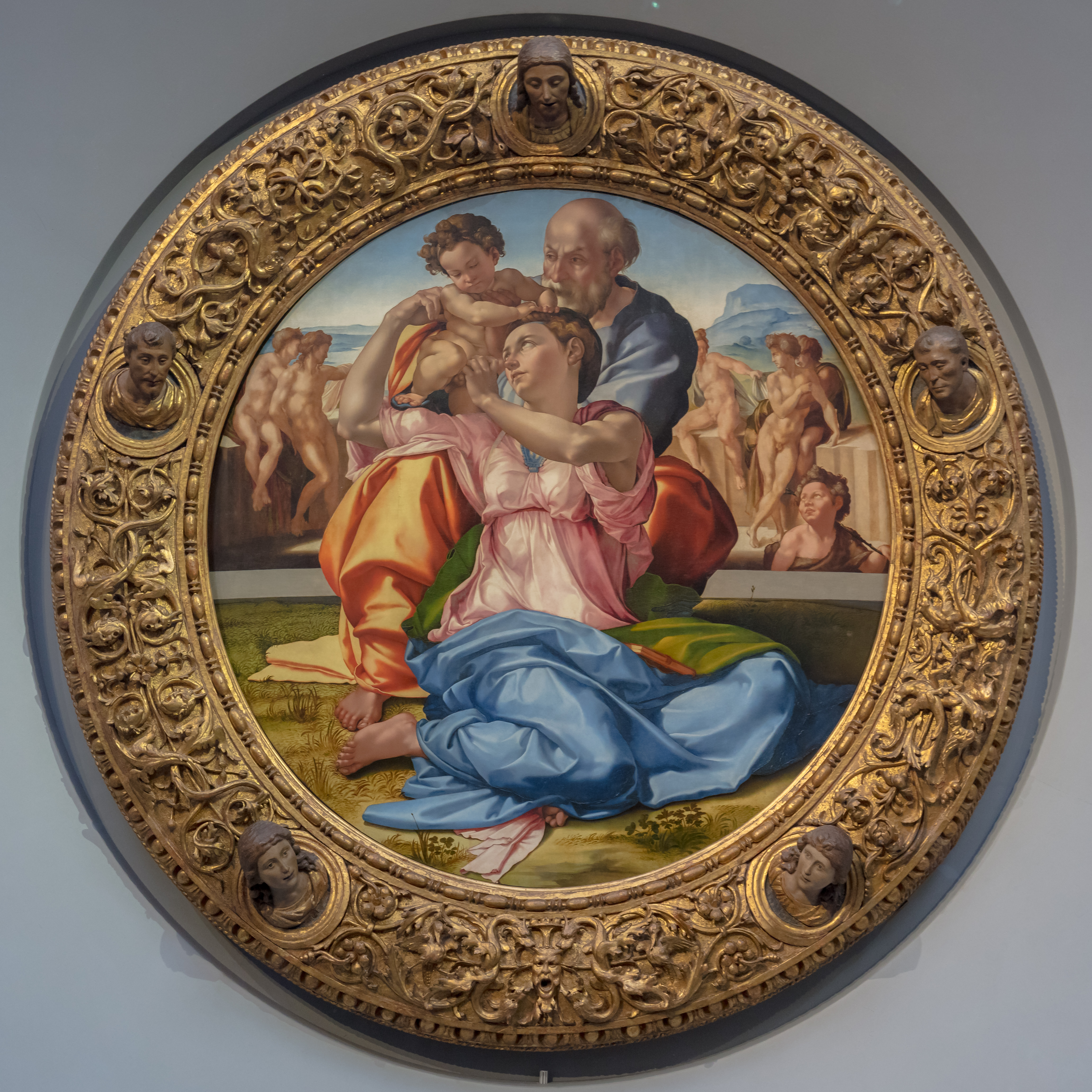
Pintura expuesta en la galería Uffizi, Florencia.

Esta pintura puede verse como la sucesión de las diversas épocas en la historia del hombre: los ignudi representarían la civilización pagana anterior a la instauración de la ley divina (ante legem); san Juan y san José la era mosaica y la Virgen con el Niño la era de la Redención, a través de la encarnación de Jesús. También se ha apuntado la posibilidad de que sean María y José quienes personificaran a la humanidad de la época hebraica (sub lege), mientras que el Niño Jesús, solo, simbolizaría la Humanidad protegida por la gracia divina (sub gratia); san Juan niño sería el elemento de transición y unión entre las tres edades.
Esta interpretación es sostenida incluso en las cabezas esculpidas sobre el marco original, tallado por el propio Miguel Ángel: dos sibilas (representando la edad pagana), dos profetas (representando la edad mosaica) y la cabeza de Cristo (representando la era de la redención), con frisos intermedios de animales, máscaras de sátiros y el emblema de los Strozzi.
La Virgen tiene un libro apoyado en las rodillas, y en tanto que personificación de la Iglesia simboliza la actividad teológica y divulgativa de los contenidos doctrinales, y es la heredera privilegiada para difundir la palabra de Dios a la humanidad. Incluso la volumetría en la representación de la Virgen está muy estudiada y acentuada, por la pasión por el estudio de la figura humana que Miguel Ángel cultivaba, pero también por el vigor físico se identifica con la fuerza moral.

## Consideraciones estilísticas
Aunque Miguel Ángel no se consideraba a sí mismo un pintor (y a menudo parece que se quejaba de este medio) el Tondo Doni es una obra bellamente ejecutada. El punto de vista que Miguel Ángel escoge para representar los desnudos es frontal, a diferencia del que adopta para el grupo central, que está visto desde abajo. Esta forma de representación está ligada a la voluntad, por parte del autor, de conferir monumentalidad a la Sagrada Familia, pero también para diferenciar las zonas figurativas contrapuestas por significado.
Los brazos y las cabezas crean formas y triángulos imaginarios que llaman la atención sobre el grupo. Hay otras relaciones figurativas entre el grupo y los desnudos: la más evidente es la repetición especular de espaldas y brazos. 
El mureto representado entre los dos grupos tiene múltiples funciones: cierra el efecto perceptivo de rotación creado por la postura de los personajes principales, separa a la Sagrada Familia de los desnudos, explícita la diferencia entre las perspectivas y los significados.
La articulación del espacio y de los volúmenes, la tensión y el movimiento son fuertes elementos anticlásicos. Las figuras monumentales parecen estar esculpidas con pintura en lugar de mármol, su medio preferido, y de este modo parece que tienen un auténtico peso. Los drapeados están finamente modelados con colores brillantes.